# Jaap Weyand
Jacob Gerrit (Jaap) Weyand, né le 8 mars 1886 à Amsterdam et mort le 23 novembre 1960 à Bakkum, est un graphiste, peintre sur verre, peintre et dessinateur néerlandais.

## Biographie
Jacob Gerrit (Jaap) Weyand naît le 8 mars 1886 à Amsterdam. Il étudie à l'École des arts appliqués et à l'Académie royale des beaux-arts d'Amsterdam, toutes deux à Amsterdam, où il est l'élève d'Antoon Derkinderen (en), Pieter Dupont, Klaas van Leeuwen et de Georg Sturm.
Son travail se compose de représentations de personnages, de paysages, de portraits, de natures mortes et d'autoportraits dans le style de l'école de Bergen. Il fait les portraits de la reine Wilhelmina, du ténor Jacques Urlus (en) et du directeur du Rijksmuseum d'Amsterdam, Jhr. B.W.F. van Riemsdijk. Il est tour à tour professeur de Dirk Koning et d'Adriaan Korteweg.
Il travaille à Amsterdam jusqu'en 1907, à Paris en 1908, puis à nouveau à Amsterdam de 1909 à 1916, à Blaricum en 1917-1918, à Bergen de 1944 à 1957, puis à Bakkum de 1958 jusqu'à sa mort en 1960.
Son fils, Vincent (1921), grandit à Bergen et meurt dans le camp de concentration de Buchenwald en février 1945.